# WALB
WALB est une station de télévision américaine affiliée aux réseaux ABC et NBC. Elle est basée dans la ville d'Albany, et elle couvre le Sud-Ouest de l'État américain de Géorgie.

## Télévision numérique terrestre
| Canal virtuel | Video | Aspect | Programmation                              |
| ------------- | ----- | ------ | ------------------------------------------ |
| 5.1           | 1080i | 16:9   | Programmation principale WALB / NBC HD     |
| 5.2           | 720p  | 16:9   | Programmation principale WALB-DT2 / ABC HD |
| 5.3           | 480i  | 16:9   | Bounce TV                                  |
| 5.4           | 480i  | 16:9   | Simultané SD de WGCW-LD (en) / The CW      |